# اکسیدان (فیلم)
اکسیدان فیلمی به کارگردانی و نویسندگی حامد محمدی و تهیه‌کنندگی منوچهر محمدی محصول سال ۱۳۹۵ است.

## خلاصه داستان
نگار (لیندا کیانی)، نامزد اصلان (جواد عزتی)، که دوست دارد در خارج از کشور زندگی کند بدون اجازه او و غیرقانونی به خارج از کشور سفر می‌کند. اصلان به دنبال راهی برای رفتن به اروپا است تا بتواند نامزدش را برگرداند و برای گرفتن ویزای یک کشور اروپایی کارهای عجیبی انجام می‌دهد.

## حواشی
این فیلم بخاطر شوخی با کلیسا و کشیش‌ها و پرداختن به موضوع ترنس‌ها و همجنس‌گرایان دچار حواشی شد و ۱۷ نفر از نمایندگان مجلس با ارسال نامه‌ای به وزیر فرهنگ و ارشاد اسلامی اعتراض خود را به اکران این فیلم سینمائی اعلام کردند.
۱۷ نماینده مجلس نامه‌ای به وزیر ارشاد نوشتند و از اکران «اکسیدان» گله کردند و خواستند این فیلم و «مادر قلب اتمی» سریع توقیف شوند. دلیلشان را هم توهین این فیلم‌ها به ادیان مقدس الهی و ایجاد تفرقه عنوان کرده‌اند.

## بازیگران
| بازیگر          | نقش            |
| --------------- | -------------- |
| جواد عزتی       | اصلان          |
| امیر جعفری      | بهمن           |
| شبنم مقدمی      | شهره           |
| شقایق دهقان     | شکوفه          |
| لیندا کیانی     | نگار           |
| رضا بهبودی      | کشیش           |
| علیرضا استادی   | مظلومی         |
| علی مسعودی      | مزاحم          |
| وحید آقاپور     | روحانی         |
| واراند پطروسیان | ژرژ            |
| مهران امام بخش  | مامور درجه دار |